# John Chilembwe
John Chilembwe (ur. 1871; zm. 3 lutego 1915) – duchowny baptystyczny i pedagog, kluczowa postać w walce przeciwko kolonializmowi w Nyasalandzie (obecnie Malawi). Obecnie Chilembwe uważany jest za bohatera walk o niepodległość Malawi, a święto na jego cześć obchodzone jest corocznie w dniu 15 stycznia.

## Życiorys
Około 1890 uczestniczył w działalności misyjnej prowadzonej przez Kościół Szkocji w Nyasalandzie. W roku 1892 wstąpił do miejscowego sztabu Josepha Bootha, misjonarza baptystycznego. Booth krytykował misje prezbiteriańskie w Nyasalandzie. Postanowił więc samemu założyć Misję Protestancką Zambezi (Zambezi Industrial Mission). Nauczanie Bootha bazowało na idei równości każdego człowieka w społeczeństwie – w kolonialnej Afryce była to idea radykalna.
W 1897 Chilembwe wraz z Boothem udali się do Lynchburgu w stanie Wirginia w USA, gdzie uczęszczali do Wirgińskiego Koledżu Teologicznego, niewielkiego afrykańsko-amerykańskiego seminarium duchownego. Tam Chilembwe zapoznał się z pracami Johna Browna, Bookera T. Washingtona oraz innych abolicjonistów. W roku 1900 wrócił on do Nyasalandu już jako ordynowany pastor baptystyczny. Współpracując z Amerykańską Narodową Konwencją Baptystyczną, założył Protestancką Misję Opatrzności (Providence Industrial Mission), z której wykształciło się siedem osobnych szkół. Do roku 1912 zgromadziły one 1000 uczniów oraz 800 dorosłych studentów. Chilembwe starał się zaszczepić słuchaczom wartości ciężkiej pracy, dostrzegania znaczenia i możliwości własnej osoby oraz wzajemnej pomocy w lokalnej społeczności.
W roku 1913 w południową Afrykę nawiedziła klęska głodu. Mieszkańcy Mozambiku masowo migrowali do Nyasalandu. Chilembwe sprzeciwiał się wyzyskiwaniu jego parafian oraz uchodźców przez właścicieli plantacji. Pracownikom obcinano wynagrodzenia i bito ich. William Jervis Livingstone, jeden z plantatorów, nakazał podpalić kilka wiejskich kościołów i szkół założonych przez pastora Chilembwe. Duchownego dotknęła także kwestia poboru mieszkańców jego gminy do angielskiego wojska. Oddziały tubylców z angielskich kolonii walczyły z Niemcami w Tanzanii podczas I wojny światowej. Rząd w Londynie nie zaoferował im w zamian za służbę żadnych widocznych korzyści. Chilembwe oskarżał Brytyjczyków o rasizm i wyzysk.
23 stycznia 1915 roku Chilembwe wzniecił powstanie: wraz z 200 swoimi zwolennikami zaatakował miejscowe plantacje, na których uciskano afrykańskich robotników. Chilembwe planował zgładzenie wszystkich mężczyzn pochodzenia europejskiego. Powstańcy wymordowali personel trzech plantacji, włącznie z Livingstone’em, któremu ścięto głowę w obecności jego żony i małej córeczki. Zabito również kilku afrykańskich robotników, którzy nie poparli buntu i stawiali opór. Zgodnie z rozkazem pastora Chilembwe nie krzywdzono kobiet ani dzieci. Gdy powstanie nie uzyskało poparcia lokalnych plemion, Chilembwe próbował zbiec do Mozambiku; po drodze został schwytany przez dostojników wojskowych i zabity 3 lutego 1915 roku. Chociaż Chilembwe wysyłał wcześniej listy do sąsiednich prowincji Zomba i Ncheu, w których nawoływał ich ludność do jednoczesnej organizacji powstań w kilku regionach, jego słowa dotarły na miejsce za późno. Gdy 25 stycznia wreszcie dostarczono listy do przedstawicieli ludności regionów Zomba i Ncheu, urzędnicy kolonialni wiedzieli już o przygotowywanym spisku. Wskutek tego, pospiesznie zorganizowane powstania szybko upadły. Z rozkazu urzędników zamordowano też pewną liczbę zwolenników Chilembwy. 
Ofiarami największych represji stało się 175 Malawijczyków, których nazwiska znajdowały się w tzw. „Rejestrze wojennym” powstania. Szykany objęły również miejscowych baptystów (ok. 1160 osób).
Malawi ostatecznie uzyskało niepodległość dopiero wskutek przemian geopolitycznych po kolejnej wojnie światowej, w 1964 roku.